# Tale of Tales
Tale of Tales – belgijskie studio zajmujące się produkcją gier komputerowych, założone w 2002 roku przez dwójkę programistów, projektantów i reżyserów: Amerykankę Aurieę Harvey (ur. 1968) oraz Belga Michaëla Samyna (ur. 1971). Celem studia jest tworzenie interaktywnych produkcji porównywalnych ze sztuką; Harvey i Samyn uważają, że branża gier komputerowych poszła w złym kierunku, zamiast wartościami artystycznymi kierując się komercją.
Studio rozpoczęło działalność niedokończonym projektem pod tytułem 8, czerpiącym inspirację z baśni Śpiąca królewna, którego publikacji odmówili wydawcy gier. Rozczarowani Harvey i Samyn zdecydowali się na działalność niezależną. W 2005 roku stworzyli grę MMO pod tytułem The Endless Forest, w której poszczególni gracze wcielali się w jelenie o ludzkich twarzach. W 2008 roku ukazało się kolejne dzieło studia pod tytułem The Graveyard, pełna specyficznego klimatu opowieść o staruszce przemierzającej cmentarz.
Najsłynniejszą produkcją Tale of Tales jest wydana w 2009 roku gra The Path, mroczna opowieść o siedmiu dziewczętach w różnym wieku idących do domu babci, powstała z inspiracji baśnią Czerwony Kapturek. Wzbudziła ona kontrowersje wśród krytyków: jedni opisywali ją jako ponadprzeciętne dzieło fikcji interaktywnej, inni zaś jako wieloznaczną produkcję, którą trudno nazwać grą. Kolejne produkcje studia to Fatale (2009), surrealistyczna produkcja luźno oparta na biblijnym motywie Salome, Vanitas (2010) skoncentrowana na barokowych motywach śmierci, minimalistyczne Bientôt l'été (2012) oraz awangardowa gra muzyczna Luxuria Superbia (2013), poruszająca tematykę przyjemności seksualnych.